# ヒュー・メトカルフェ
ヒュー・メトカルフェ（Hugh Metcalfe）は、イングランドのロンドン及びサフォーク出身のミュージシャンにして映画監督である。少なくとも1982年以来さまざまな場所で運営されてきたクラブ（諸説あり）である、ロンドンの「ザ・クリンカー (The Klinker)」のプロモーターとして最もよく知られている。彼はギター、ヴァイオリン、ハイハット、ガスマスクを演奏する。Bicycle Clip Sex、スモール・フェイセス、The Cross-Dressed Quartet、Fuck Off Batmanなど、いくつかのバンドで演奏してきた。彼はまた、著名な音響詩人のボブ・コビング、サックス奏者のロル・コックスヒル、ダンサーのジェニファー・パイクと「Birdyak」で、2002年にコビングが亡くなるまで共にパフォーマンスを行った。
メトカルフェの実験的な映画作品制作は1978年に始まり、8ミリ映画という手法を使用して無声映画を制作している。その後、メトカルフェ自身または他のミュージシャンによるフリー・インプロヴィゼーション・ミュージックの出発点としてしばしば使用されてきた。1980年代の数年、メトカルフェはレコード・レーベル「Klinker Zoundz」を運営し、メトカルフェ自身や、コビング、ボウ・ガムラン・アンサンブル (Bow Gamelan Ensemble)などのレコードをリリースした。
ザ・クリンカーは、その30年の歴史の中で、フリー・インプロヴィゼーションや、普通からはみ出した音楽やパフォーマンスのためのロンドンにおける主要なフォーラムとしての評判を獲得した。

## ディスコグラフィ

### リーダー・アルバム
- Henry Diesel & James II (1983年) ※with Phil Wachsmann、Matt Hutchinson
- My Guitar Is A Virgin (1988年、Klinker Zoundz)
- Wivid / Summer Solstice (2001年、Klinker Zoundz) ※with Will Evans、Mike Johns、David Leahy

### Birdyak
- Aberration (1988年、Klinker Zoundz)